# Bootzheim
 Bootzheim (en alsacià Booze) és un municipi francès, situat a la regió del Gran Est, al departament del Baix Rin. L'any 2006 tenia 583 habitants.
Forma part del cantó de Sélestat, del districte de Sélestat-Erstein i de la Comunitat de comunes del Ried de Marckolsheim.

## Demografia
| 1962 | 1968 | 1975 | 1982 | 1990 | 1999 |
| ---- | ---- | ---- | ---- | ---- | ---- |
| 286  | 302  | 315  | 345  | 353  | 448  |

## Administració
| Període   | Identitat          | Partit |
| --------- | ------------------ | ------ |
| 2001-2008 | Bernard Schwoehrer |        |
| 2008-     | Georges Blanckaert |        |

## Agermanaments
- Plasac